# شورش ۲۰۱۷ در شمال هند
پس از آنکه در ۲۵ اوت ۲۰۱۷ دادگاه ویژه پنج‌کولا گورو گورمت رام رحیم سینگ را به تجاوز محکوم کرد شورش شدیدی در شمال هند شکل گرفت. این شورش از پنج‌کولا شروع شد و به سایر ایالت‌های هند از جمله هاریانا، پنجاب (هند) و پایتخت دهلی نو کشیده شد. در این شورش‌ها دست کم ۳۰ نفر کشته و ۵۰۰ نفر زخمی شدند.

## پیش‌زمینه
در ۲۵ اوت ۲۰۱۷ یک اداره بازرسی مرکزی در هند دادخواست دو مرتاض (طرفدار مؤنث) را به اعلام رای گذاشت. دادگاه رئیس این گروه مرتاضان (گروه درا ساچا سودا) به نام گورمت رام رحیم سینگ را گناهکار به جرم تجاوز تشخیص داد.